# Adam Bensz
Adam Bensz (ur. 25 kwietnia 1985 w Świętochłowicach) – polski piłkarz występujący na pozycji bramkarza.
Jest wychowankiem Śląska Świętochłowice, w którym grał do wiosny 2006, kiedy to przeniósł się do Zagłębia Sosnowiec. Z klubem tym w 2007 roku awansował do Ekstraklasy rozgrywając w drugiej lidze 6 spotkań. W sezonie 2007/08 w Ekstraklasie rozegrał 18 meczów. Po degradacji Zagłębia do nowej II ligi został wypożyczony na rok do Odry Wodzisław. W klubie tym zadebiutował dopiero 1 marca 2009, kiedy to podstawowy bramkarz Odry Adam Stachowiak dostał czerwoną kartkę w 12. minucie meczu z ŁKS Łódź.